# 필리프 오노레

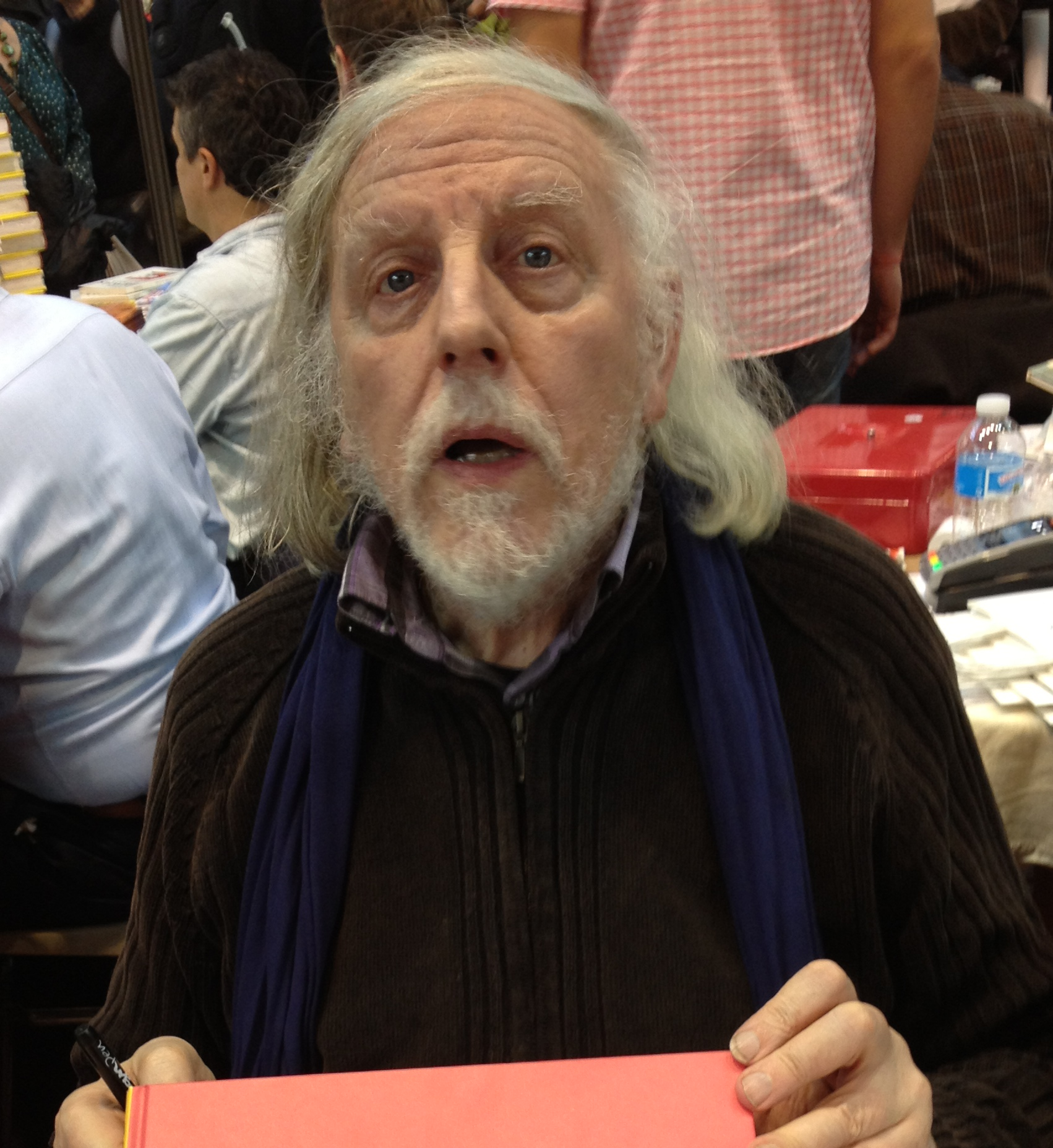

필리프 오노레(Philippe Honoré, 1941년 11월 25일 ~ 2015년 1월 7일)는 프랑스의 만화가이다. 오노레는 〈샤를리 에브도〉에서 2015년 1월 발생한 총격 사건으로 사망하였다.